# Sullivan County (New York)
Sullivan County ist ein County im Bundesstaat New York der Vereinigten Staaten. Bei der Volkszählung im Jahr 2020 hatte das County 78.624 Einwohner und eine Bevölkerungsdichte von 31,4 Einwohner pro Quadratkilometer. Der Verwaltungssitz (County Seat) ist Monticello.

## Geographie
Das County hat eine Fläche von 2.581,5 Quadratkilometern, wovon 74,1 Quadratkilometer Wasserfläche sind.

### Umliegende Gebiete
| Delaware County   | Delaware County                | Ulster County |
| Wayne County (PA) |                                | Ulster County |
| Pike County (PA)  | Pike County (PA) Orange County | Orange County |

## Geschichte
Das County ist nach dem General des Unabhängigkeitskrieges John Sullivan benannt. Ab dem frühen 20. Jahrhundert entwickelte sich im Sullivan County der Kern des Borscht Belt als touristisches Zentrum für jüdische New Yorker.

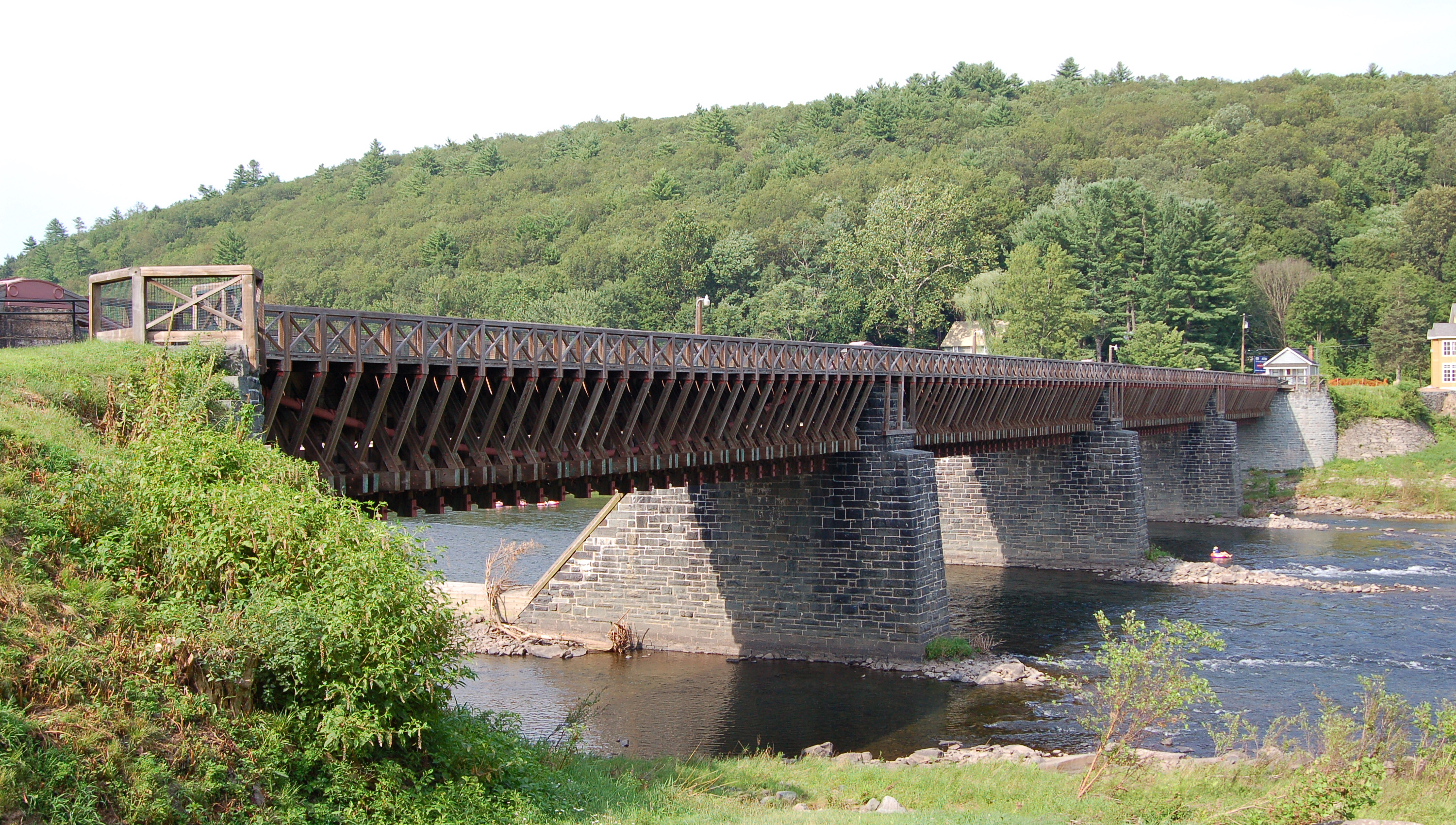
Das Roebling’s Delaware Aqueduct über den Delaware River war Teil des Delaware and Hudson Canal.

Der Delaware and Hudson Canal hat den Status einer National Historic Landmark Insgesamt sind 
über 70 Bauwerke und Stätten des Countys im National Register of Historic Places eingetragen (Stand 15. April 2024).

### Einwohnerentwicklung
| Jahr      | 1800   | 1810   | 1820   | 1830   | 1840   | 1850   | 1860   | 1870   | 1880   | 1890   |
| --------- | ------ | ------ | ------ | ------ | ------ | ------ | ------ | ------ | ------ | ------ |
| Einwohner | –      | 6108   | 8900   | 12.364 | 15.629 | 25.088 | 32.385 | 34.550 | 32.491 | 31.031 |
| Jahr      | 1900   | 1910   | 1920   | 1930   | 1940   | 1950   | 1960   | 1970   | 1980   | 1990   |
| Einwohner | 32.306 | 33.808 | 33.163 | 35.272 | 37.901 | 40.731 | 45.272 | 52.580 | 65.155 | 69.277 |
| Jahr      | 2000   | 2010   | 2020   | 2030   | 2040   | 2050   | 2060   | 2070   | 2080   | 2090   |
| Einwohner | 73.966 | 77.547 | 78.624 |        |        |        |        |        |        |        |

Hinweis: Der Wert von 1810 ist lediglich aus der englischsprachigen Wikipedia ungeprüft übernommen worden, weil die Einwohnerzahlen für 1810 derzeit auf dem Server der Census-Behörde nicht verfügbar sind. (Stand: 11. November 2020)

## Städte und Ortschaften
Zusätzlich zu den unten angeführten selbständigen Gemeinden gibt es im Sullivan County mehrere villages, darunter der County Seat Monticello.
| Ortschaft   | Status | Einwohner (2010) | Gesamte Fläche [km²]! | Landfläche [km²] | Bevölkerungsdichte [Einwohner / km²] | Gründung      | Besonderheit                                                      |
| ----------- | ------ | ---------------- | --------------------- | ---------------- | ------------------------------------ | ------------- | ----------------------------------------------------------------- |
| Bethel      | town   | 4.255            | 233,0                 | 220,8            | 19,3                                 | 27. März 1809 |                                                                   |
| Callicoon   | town   | 3.057            | 126,8                 | 125,9            | 24,3                                 | 30. März 1842 |                                                                   |
| Cochecton   | town   | 1.372            | 95,9                  | 93,9             | 14,6                                 | 25. März 1828 |                                                                   |
| Delaware    | town   | 2.670            | 92,3                  | 90,5             | 29,5                                 | 13. Nov. 1868 |                                                                   |
| Fallsburg   | town   | 12.870           | 204,9                 | 201,0            | 64,0                                 | 9. März 1826  |                                                                   |
| Forestburgh | town   | 819              | 145,9                 | 141,9            | 5,8                                  | 2. Mai 1837   |                                                                   |
| Fremont     | town   | 1.381            | 132,7                 | 130,0            | 10,6                                 | 1. Nov. 1851  |                                                                   |
| Highland    | town   | 2.530            | 134,5                 | 129,6            | 19,5                                 | 17. Dez. 1853 |                                                                   |
| Liberty     | town   | 9.885            | 209,1                 | 206,1            | 48,0                                 | 13. März 1807 |                                                                   |
| Lumberland  | town   | 2.468            | 127,8                 | 120,5            | 20,5                                 | 16. März 1798 |                                                                   |
| Mamakating  | town   | 12.085           | 255,6                 | 248,9            | 48,6                                 | 17. Dez. 1743 | Gegründet als precinct (Bezirk); zur town erklärt am 7. März 1788 |
| Neversink   | town   | 3.557            | 223,4                 | 214,4            | 16,6                                 | 16. März 1798 |                                                                   |
| Rockland    | town   | 3.775            | 246,7                 | 243,9            | 15,5                                 | 29. März 1809 |                                                                   |
| Thompson    | town   | 15.308           | 226,6                 | 217,8            | 70,3                                 | 9. März 1803  |                                                                   |
| Tusten      | town   | 1.515            | 126,4                 | 122,3            | 12,4                                 | 17. Dez. 1853 |                                                                   |

## Sehenswürdigkeiten

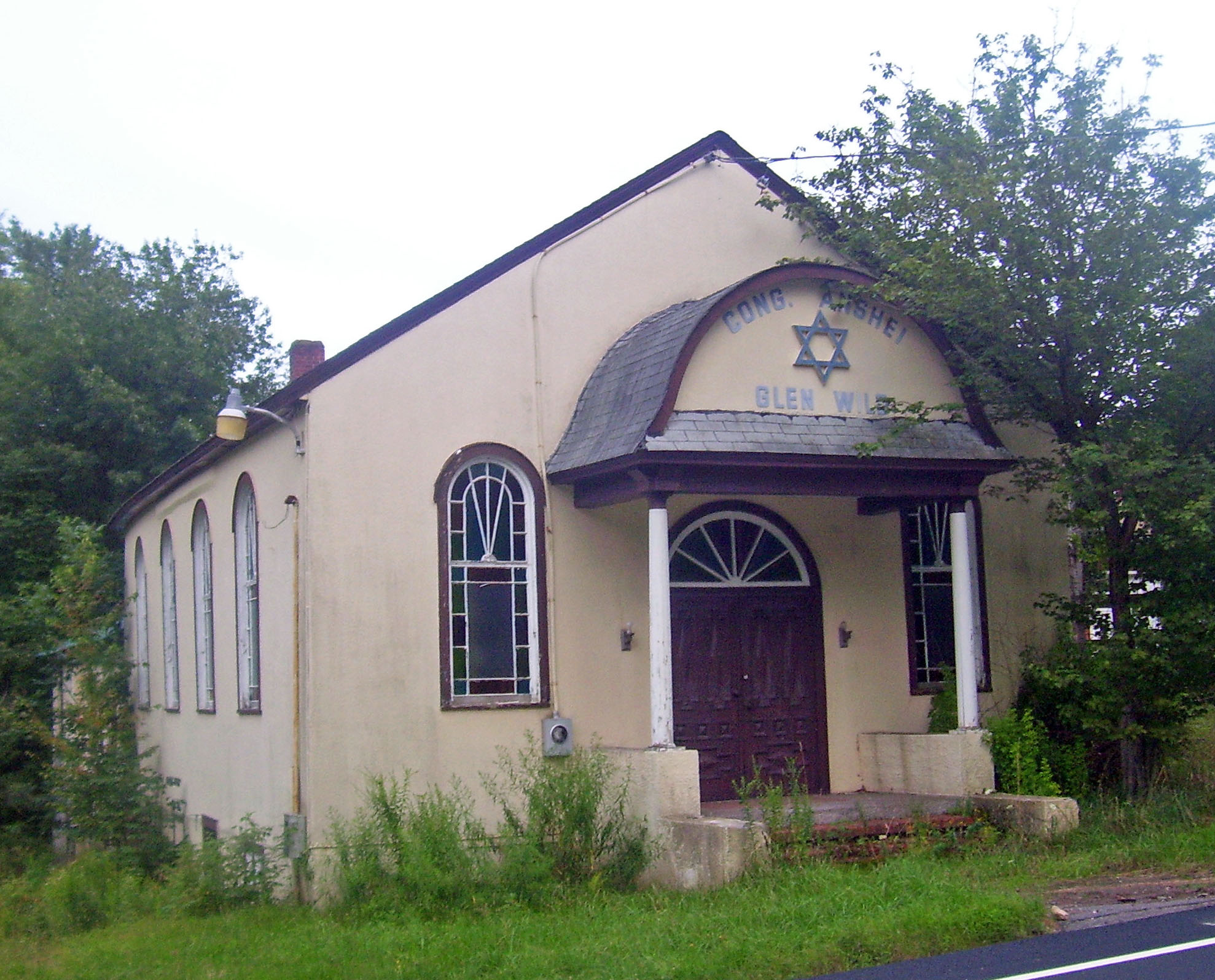
Anshei Glen Wild Synagogue (2008)

- Die Anshei Glen Wild Synagogue von 1923 in der nicht statuierten Siedlung Glen Wild
- Das Borscht Belt Museum in Ellenville
- Das Roebling’s Delaware Aqueduct